# Vivier
Pour les articles homonymes, voir Vivier (homonymie).

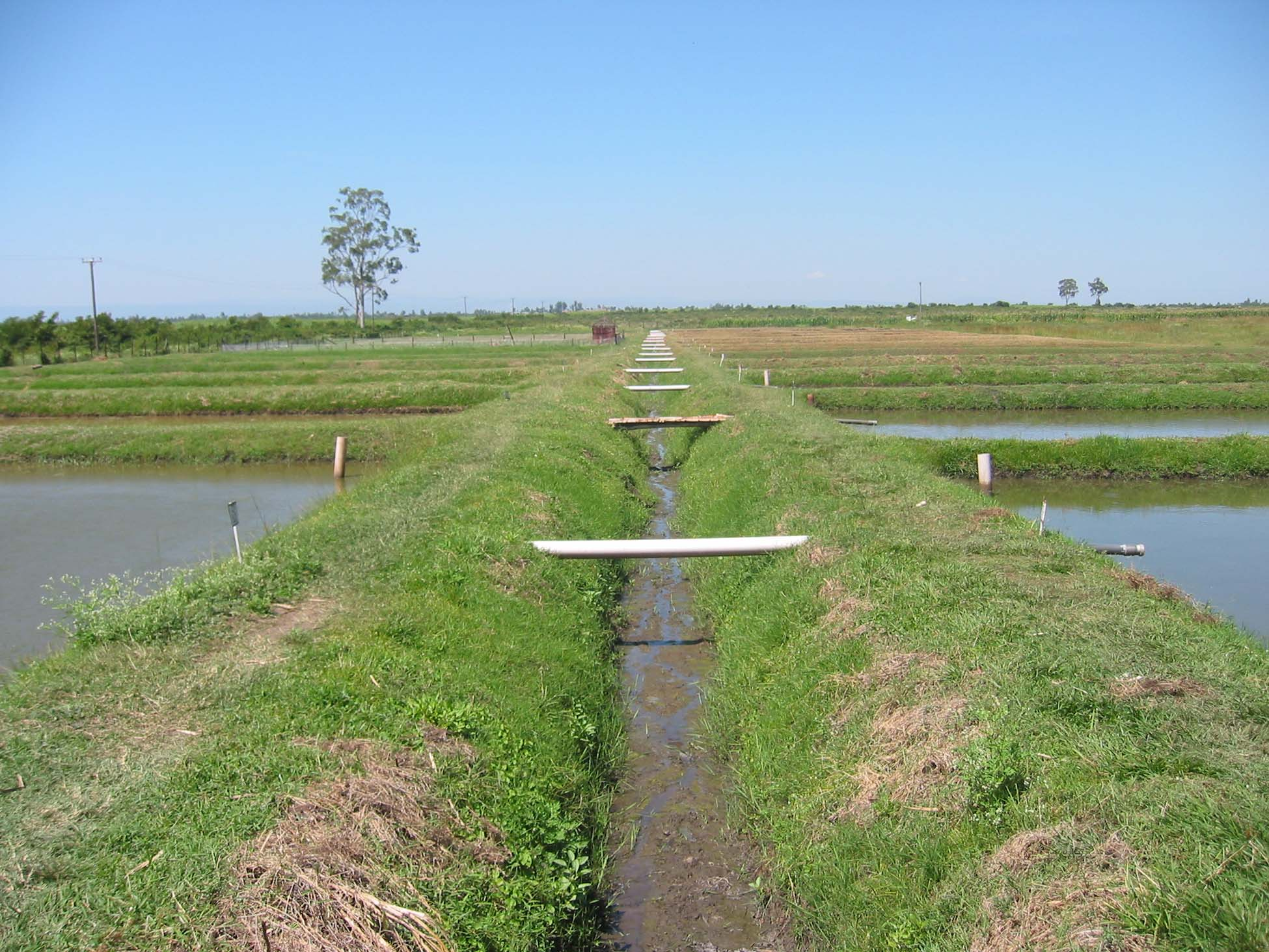
Vivier au Kenya.

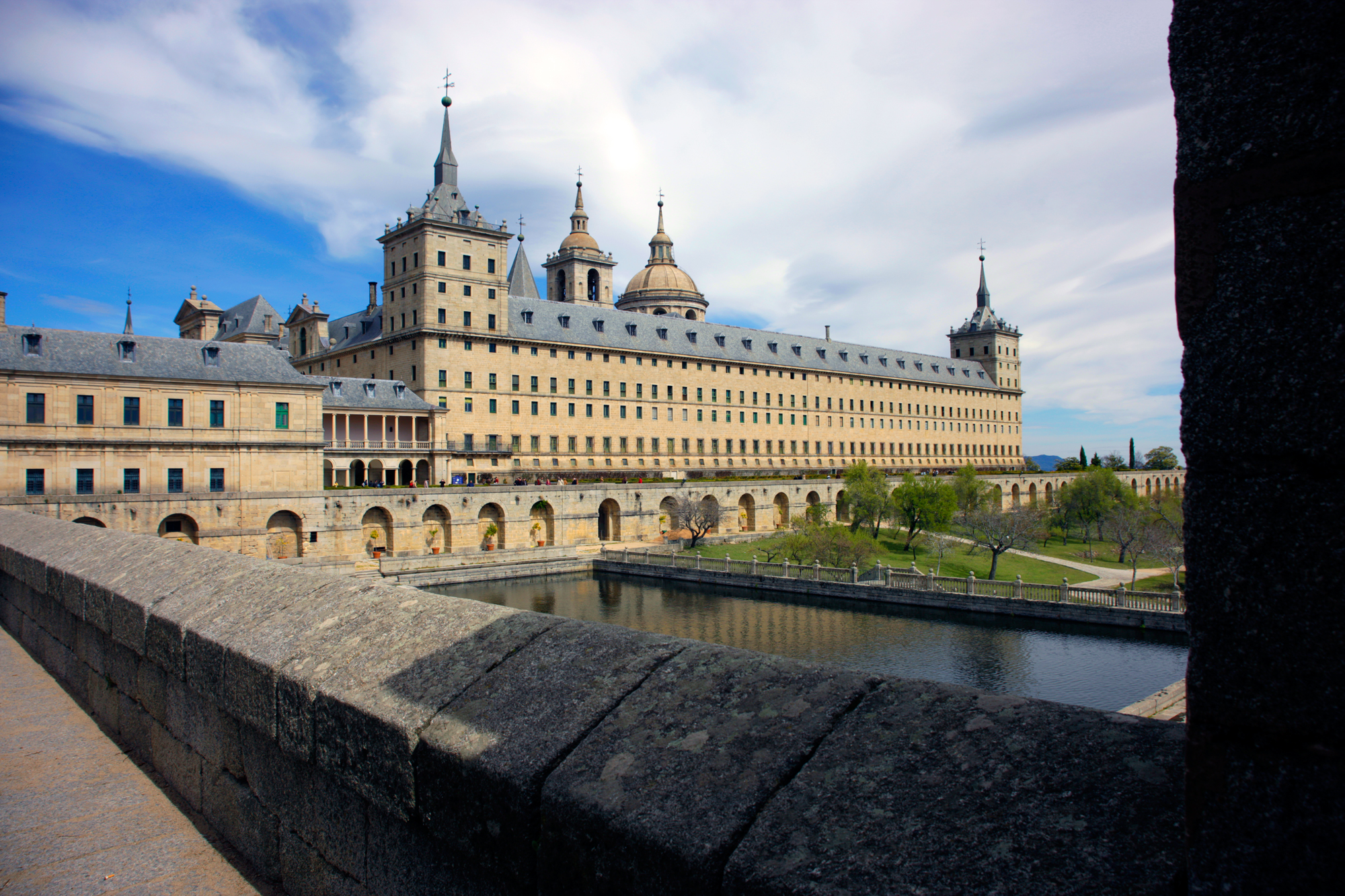
Vivier de l'Escurial.

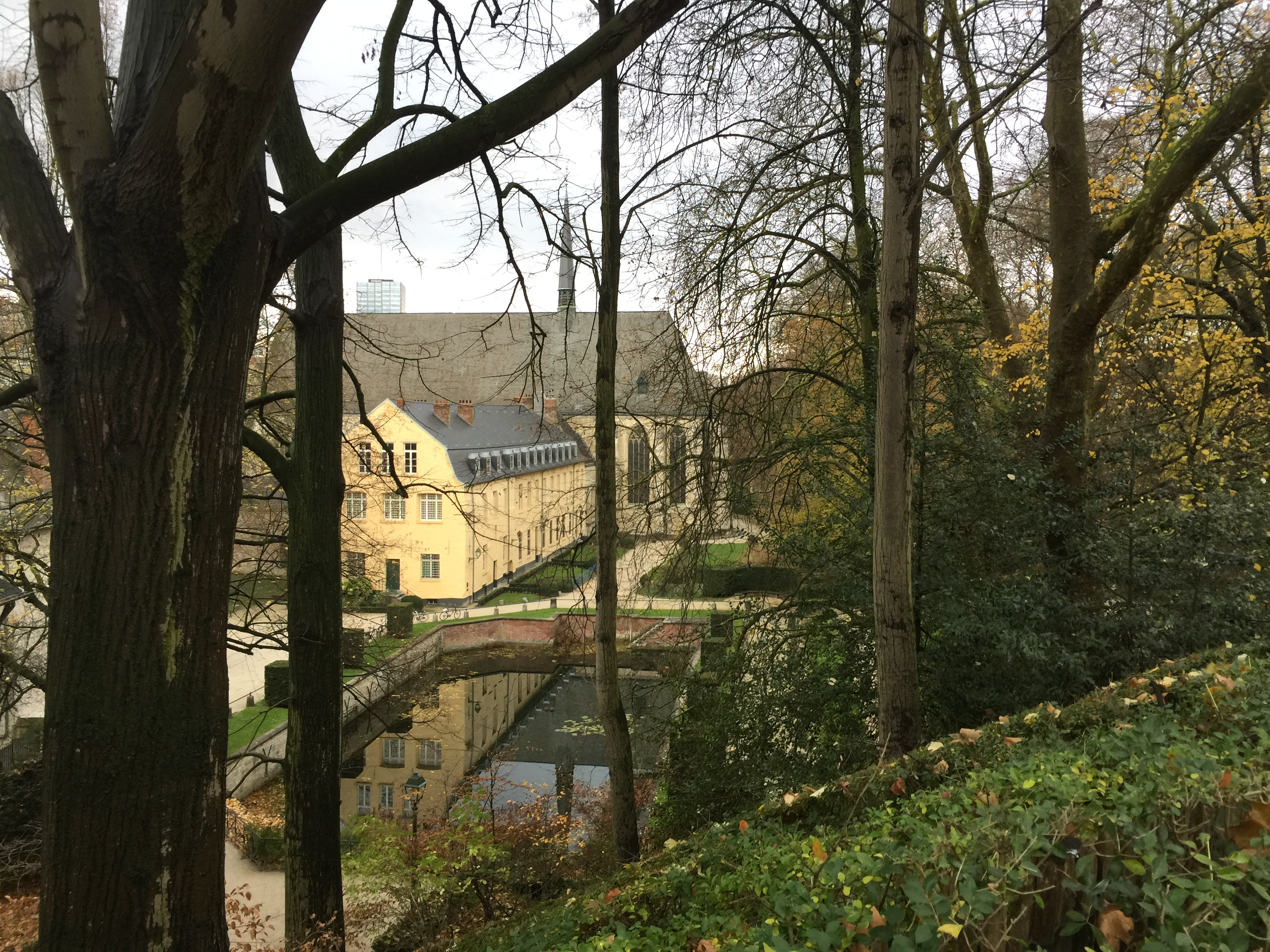
Vivier de l'Abbaye de la Cambre à Bruxelles.

Un vivier (du latin vivarium, de vivere : vivre) est un réservoir où sont placés les poissons et crustacés capturés pour les conserver vivants jusqu'au moment de leur consommation ou distribution. Par extension, toute pièce d'eau, même artificielle, où s'exerce la pisciculture est appelée « vivier ».

## Histoire

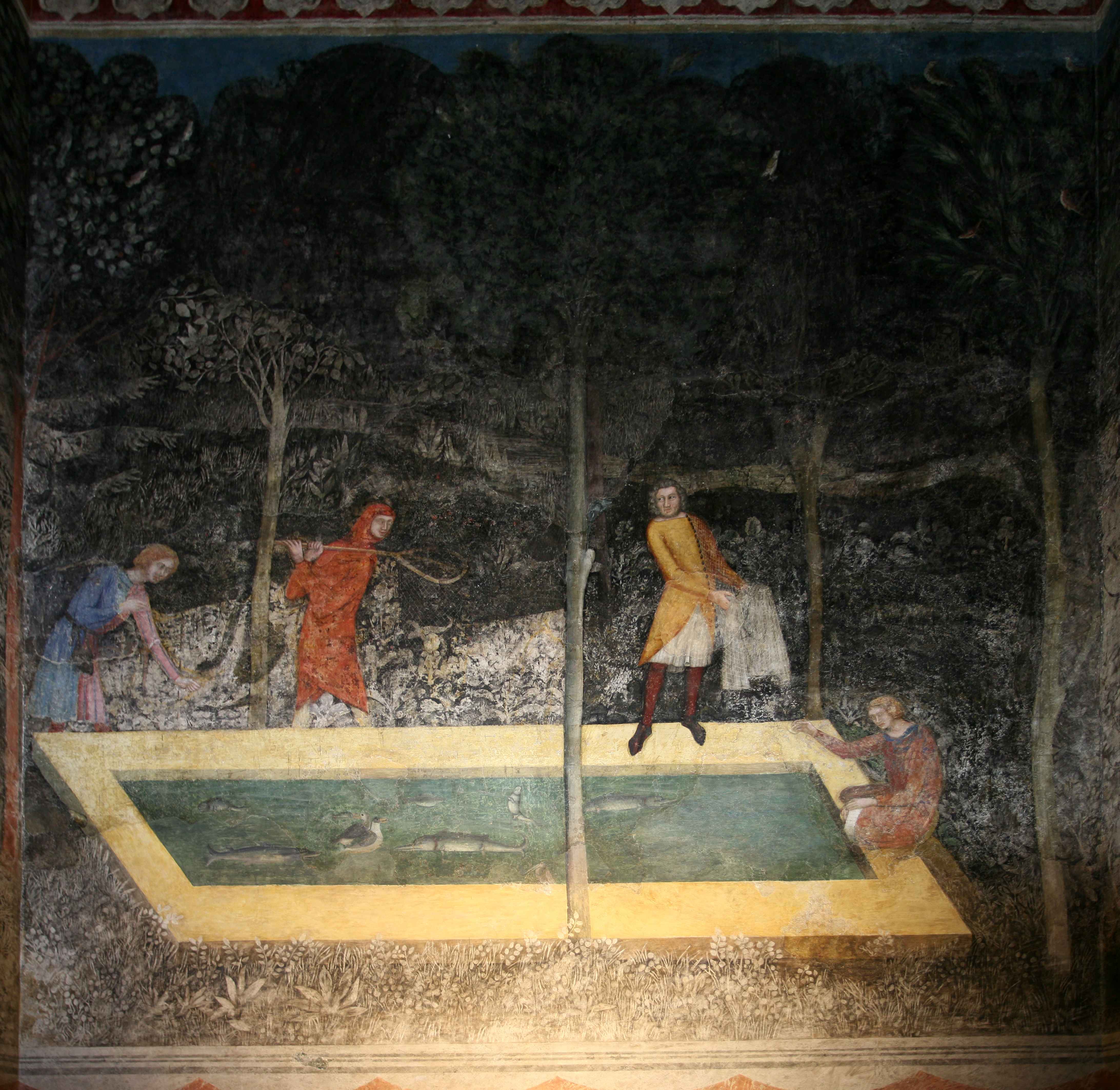
Vivier représenté sur une fresque du XIV décorant la Chambre du Cerf, dans le Palais des papes d'Avignon

La toponymie et de nombreux documents d'archive évoquent les viviers médiévaux dont les viviers de châteaux (comme celui de Vendeuvre), d'abbayes (comme Saint-Jean de Sorde) ou de fermes et manoirs. Il s'agissait parfois de lacs (lac des Truites), mais le plus souvent de simples étangs ou bassins creusés dans le sol, ou créés en barrant un cours d'eau ou en réutilisant d'anciennes retenues de castors. Des salmonidés (truites et saumons) et de nombreux autres poissons, écrevisses et amphibiens y étaient conservés (et également plus ou moins retenus par les vannages de moulins) pour les vendredis où la coutume voulait qu'on mange du poisson et pour les jours de jeûne ou de disette.
Comme toute ressource et réserve de nourriture, les viviers étaient pillés ou détruits lors des guerres. 
Ainsi, dans son Histoire de la forêt de Mormal, l'ingénieur Henri Becourt cite un texte daté du 1er octobre 1477 de Jehan du Terne, conseiller du duc de Bourgogne, qui rapporte qu'« aucun proffit n'a esté fait du vivier d'escaillon et du vivier corbeau, car les franchois les ont pesquiet et colpez les disquez (digues) en y faisant du bien grant dommaige ». Des témoignages anciens relatent aussi les prélèvements faits par les loutres et des oiseaux piscivores (qu'on pouvait capturer (plus ou moins illégalement comme en témoignent des documents d'archives, procès-verbaux et amendes pour prélèvements sur les viviers de martin-pêcheur (autrefois appelés alors aspriau) par ex en 1366, hérons ou cormorans) en 1423. On pouvait les capturer ou les braconner et les manger, ou peut-être parfois plus ou moins les tenir à l'écart par les chiens.
Les archives départementales du Nord ont aussi conservé des documents nous rappelant qu'en 1478, le vivier du petit Payot de Mormal avait été « rompu et le poisson tout prins (pris) par les franchois » . À la fin du XVe siècle et au début du XVIe siècle, les anciens viviers sont recyclés en prés. Ainsi, en 1494 (« le vivier du grand Payot de présent ruyné et fort remply au moyen des guerres (...) ». Et en 1536, comme le vivier du grand Payot est « mis a usance de prêt »). Ces deux viviers ont conservé une fonction de réservoir d'eau jusqu'au XIXe siècle pour le vivier Corbeau et jusqu'au XXe siècle pour l'autre, puis ont été vidés. 

### Viviers de poissons de mer
Les viviers des littoraux sont surtout utilisés pour la conservation des crustacés. 
Au  milieu du XIXe siècle, la côte bretonne se couvre de vastes constructions ou les armateurs mareyeurs entreposent poissons et crustacés. Le Guilvinec aura le sien en 1860, Roscoff en 1863 et l'Archipel des Glénan en 1872. 
On trouve ainsi des viviers à bord de certains bateaux, tels que les langoustiers bretons (un état du matériel de la " Compagnie des réservoirs de Kermoor " en parle, en 1871). La technologie du bateau à vivier est, donc, connue sur la côte bretonne de l'Atlantique et va être exploitée par Denis PROVOST, de Camaret, à partir de 1877 pour le transport de la langouste pêchée sur les côtes galiciennes. Ils occupent le tiers de la longueur du navire et l'eau qu'ils contiennent en permanence sert de lest. On les trouvait aussi jadis à bord des dogres pour la pêche au hareng ou maquereau.
Sur la côte, ils sont soit fixes, soit flottants. Dans ce dernier cas, ils sont constitués de grandes caisses à claire-voie immergées et amarrées. Les viviers fixes, dont les parois sont en béton armé, sont établis sur des fonds rocheux et munis de systèmes de pompage pour le renouvellement de l'eau.

### Viviers de poissons d'eau douce
En raison de leur consommation régulière de poisson, les mariniers de la Loire aménagèrent des viviers sur leurs bateaux.

## Quelques viviers remarquables
- Vivier des Sardinaux, à Sainte-Maxime, d'époque romaine
- Vivier maritime de la Gaillarde, à Roquebrune-sur-Argens, classé monument historique, d'époque romaine
- Les viviers du Marinarium, de Concarneau